# Jacqueline Logan
Jacqueline Logan (Corsicana, 30 november 1901 – Melbourne (Florida), 4 april 1983) was een Amerikaanse actrice ten tijde van de stomme film.

## Levensloop en carrière
Logan begon haar filmcarrière in 1921, in A Perfect Crime. In 1922 werd ze verkozen tot een van de WAMPAS Baby Stars. Datzelfde jaar speelde ze in films met Lon Chaney en Leatrice Joy. In de volgende jaren zou ze nog enkele hoofdrollen spelen, onder meer met Louise Fazenda, Lionel Barrymore, John Barrymore en William Powell aan haar zijde. De overgang naar de geluidsfilm werd een flop voor haar. Ze stopte met acteren in 1931. Ze keerde in 1973 nog eenmalig terug naar de filmwereld voor een gastrol in Secrets of a Door-to-Door Man.
Logan was gehuwd met een industrieel, van wie ze scheidde in 1947. Ze overleed in 1983 op 81-jarige leeftijd.
- Bibliothèque nationale de France: cb14688725m (data)
- International Standard Name Identifier: 0000 0000 7844 784X
- Library of Congress Control Number: n95089454
- Nationale Bibliotheek van Tsjechië: mub2017952483
- SNAC: w6z688v4
- Virtual International Authority File: 66728765
- WorldCat: E39PBJvt4x36GcjhtYx4hwyw4q